# (22769) Aurelianora
(22769) Aurelianora est un astéroïde de la ceinture principale.

## Description
(22769) Aurelianora est un astéroïde de la ceinture principale. Il fut découvert le 19 janvier 1999 à Gnosca par Stefano Sposetti. Il présente une orbite caractérisée par un demi-grand axe de 3,10 UA, une excentricité de 0,14 et une inclinaison de 3,1° par rapport à l'écliptique.

## Compléments